# Draft de la NFL de 2020
El Draft de la NFL de 2020 fue la 85.ª edición de la reunión anual de selección de jugadores. Se llevó a cabo los días 23, 24 y 25 de abril a través de videoconferencias. Originalmente estaba planificado para realizarse en Paradise, Nevada, pero todos los eventos públicos fueron cancelados debido a la pandemia de COVID-19.

## Selecciones del Draft
|  |  | Indica jugador miembro del Pro Football Hall of Fame                                |
|  |  | Indica jugador que ha sido seleccionado por lo menos en un Pro Bowl y en el All-Pro |
|  |  | Indica jugador que ha sido seleccionado por lo menos en un Pro Bowl                 |
|  |  | Indica jugador que ha sido seleccionado por lo menos en un All-Pro                  |

| C  | Center            |     | CB                 | Cornerback |                   | DB | Defensive back   |  | DE | Defensive end |
| DL | Defensive lineman | DT  | Defensive tackle   | FB         | Fullback          | FS | Free safety      |  |    |               |
| G  | Guard             | HB  | Halfback           | ILB        | Inside linebacker | K  | Placekicker      |  |    |               |
| KR | Kick returner     | LB  | Linebacker         | LS         | Long snapper      | OT | Offensive tackle |  |    |               |
| OL | Offensive lineman | OLB | Outside linebacker | NT         | Nose tackle       | P  | Punter           |  |    |               |
| PR | Punt returner     | QB  | Quarterback        | RB         | Running back      | S  | Safety           |  |    |               |
| SS | Strong safety     | TB  | Tailback           | TE         | Tight end         | WR | Wide receiver    |  |    |               |

### La primera ronda
| Ronda | Pick | Jugador               | Pos. | Equipo                                                      | Universidad    | Conf.   |
| ----- | ---- | --------------------- | ---- | ----------------------------------------------------------- | -------------- | ------- |
| 1     | 1    | Joe Burrow            | QB   | Cincinnati Bengals                                          | LSU            | SEC     |
| 1     | 2    | Chase Young           | DE   | Washington Redskins                                         | Ohio State     | Big Ten |
| 1     | 3    | Jeff Okudah           | CB   | Detroit Lions                                               | Ohio State     | Big Ten |
| 1     | 4    | Andrew Thomas         | OT   | New York Giants                                             | Georgia        | SEC     |
| 1     | 5    | Tua Tagovailoa        | QB   | Miami Dolphins                                              | Alabama        | SEC     |
| 1     | 6    | Justin Herbert        | QB   | Los Angeles Chargers                                        | Oregon         | Pac-12  |
| 1     | 7    | Derrick Brown         | DT   | Carolina Panthers                                           | Auburn         | SEC     |
| 1     | 8    | Isaiah Simmons        | OLB  | Arizona Cardinals                                           | Clemson        | ACC     |
| 1     | 9    | CJ Henderson          | CB   | Jacksonville Jaguars                                        | Florida        | SEC     |
| 1     | 10   | Jedrick Wills Jr.     | OT   | Cleveland Browns                                            | Alabama        | SEC     |
| 1     | 11   | Mekhi Becton          | OT   | New York Jets                                               | Lousville      | ACC     |
| 1     | 12   | Henry Ruggs           | WR   | Las Vegas Raiders                                           | Alabama        | SEC     |
| 1     | 13   | Tristan Wirfs         | OT   | Tampa Bay Buccaneers (desde Indianapolis via San Francisco) | Iowa           | Big Ten |
| 1     | 14   | Javon Kinlaw          | DT   | San Francisco 49ers (desde Tampa Bay)                       | South Carolina | SEC     |
| 1     | 15   | Jerry Jeudy           | WR   | Denver Broncos                                              | Alabama        | SEC     |
| 1     | 16   | A. J. Terrell         | CB   | Atlanta Falcons                                             | Clemson        | ACC     |
| 1     | 17   | CeeDee Lamb           | WR   | Dallas Cowboys                                              | Oklahoma       | Big 12  |
| 1     | 18   | Austin Jackson        | OT   | Miami Dolphins (desde Pittsburgh)                           | USC            | Pac-12  |
| 1     | 19   | Damon Arnette         | CB   | Las Vegas Raiders (desde Chicago)                           | Ohio State     | Big Ten |
| 1     | 20   | K'Lavon Chaisson      | DE   | Jacksonville Jaguars (desde L.A. Rams)                      | LSU            | SEC     |
| 1     | 21   | Jalen Reagor          | WR   | Philadelphia Eagles                                         | TCU            | Big 12  |
| 1     | 22   | Justin Jefferson      | WR   | Minnesota Vikings (desde Buffalo)                           | LSU            | SEC     |
| 1     | 23   | Kenneth Murray        | ILB  | San Diego Chargers (desde New England)                      | Oklahoma       | Big 12  |
| 1     | 24   | Cesar Ruiz            | C    | New Orleans Saints                                          | Michigan       | Big Ten |
| 1     | 25   | Brandon Aiyuk         | WR   | San Francisco 49ers (desde Minnesota)                       | Arizona State  | Pac-12  |
| 1     | 26   | Jordan Love           | QB   | Green Bay Packers (desde Houston via Miami)                 | Utah State     | MW      |
| 1     | 27   | Jordyn Brooks         | OLB  | Seattle Seahawks                                            | Texas Tech     | Big 12  |
| 1     | 28   | Patrick Queen         | ILB  | Baltimore Ravens                                            | LSU            | SEC     |
| 1     | 29   | Isaiah Wilson         | OT   | Tennessee Titans                                            | Georgia        | SEC     |
| 1     | 30   | Noah Igbinoghene      | CB   | Miami Dolphins (desde Green Bay)                            | Auburn         | SEC     |
| 1     | 31   | Jeff Gladney          | CB   | Minnesota Vikings (desde San Francisco)                     | TCU            | Big 12  |
| 1     | 32   | Clyde Edwards-Helaire | RB   | Kansas City Chiefs                                          | LSU            | SEC     |
| 2     | 33   | Tee Higgins           | WR   | Cincinnati Bengals                                          | Clemson        | ACC     |
| 2     | 34   | Michael Pittman Jr.   | WR   | Indianapolis Colts (desde Washington)                       | USC            | Pac-12  |